# Tammukkajärvi (Karesuando socken, Lappland)
Tammukkajärvi är en sjö i Kiruna kommun i Lappland och ingår i Torneälvens huvudavrinningsområde. Sjön har en area på 0,153 kvadratkilometer och ligger 388,9 meter över havet. Tammukkajärvi ligger i Torne och Kalix älvsystem Natura 2000-område. Sjön avvattnas av vattendraget Kurusjoki.

## Delavrinningsområde
Tammukkajärvi ingår i det delavrinningsområde (758858-177584) som SMHI kallar för Ovan 758994-177880. Medelhöjden är 435 meter över havet och ytan är 16,02 kvadratkilometer. Det finns inga avrinningsområden uppströms utan avrinningsområdet är högsta punkten. Kurusjoki som avvattnar avrinningsområdet har biflödesordning 4, vilket innebär att vattnet flödar genom totalt 4 vattendrag innan det når havet efter 416 kilometer. Avrinningsområdet består mestadels av skog (68 procent) och sankmarker (29 procent). Avrinningsområdet har 0,5 kvadratkilometer vattenytor vilket ger det en sjöprocent på 3,1 procent.